# Roberto Bencivenga
Roberto Bencivenga, italijanski general, * 1872, † 1949.